# Csepel-sziget Homokhátság Tanösvény, Halásztelek
A Csepel-sziget Homokhátság tanösvény a Duna–Ipoly Nemzeti Park területén, közigazgatásilag Halásztelek területen kialakított tanösvény. Nyolc állomásából ezidáig három készült el, az útvonala 2,2 kilométer hosszú, szintemelkedést nem tartalmaz, így könnyűszerrel bejárható akár kisgyerekes családoknak, időseknek is, fél óra alatt.

A terület a szemközti Sánc-hegyről készült fényképen megjelölve

## Leírása
A Csepel-sziget szárazföldi élővilágát bemutató tanösvényt 2017-ben kezdték kialakítani a halásztelkiek, a Kiskunsági Nemzeti Park munkatársainak segítségével, a Duna Ipoly Nemzeti Park Igazgatóságának, a Zöldhatóság, a Vízművek és a Közép-Duna-völgyi Vízügyi Igazgatóság, valamint az Erdészeti hatóság engedélyével, az Önkormányzati földterületeken.

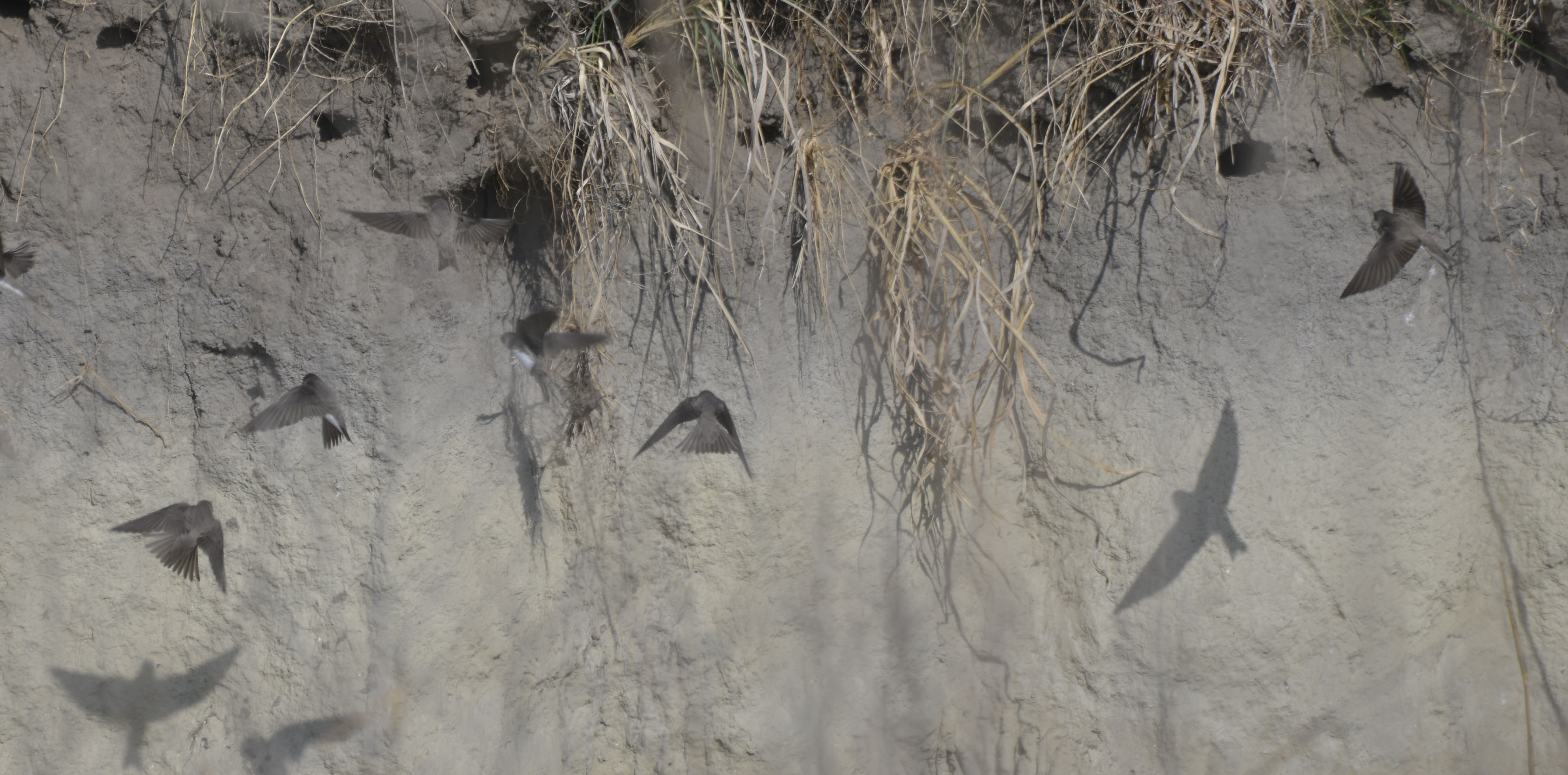
Partifecske (Riparia riparia) költőtelep a halásztelki Csepel-sziget Homokhátság tanösvényen

A sziget több száz éves fennmaradt hagyásfáiról gyűjtött makkból szaporított kocsányos tölgy (Quercus robur) csemeték a helyi erdőség génállományának fennmaradását szolgálják. A partfal a település építkezésein fészkelő madarak átcsábítására készült, Bakó Gábor tervei alapján. 

## Állomásai
1. állomásː Fogadó állomás
2. állomásː Partifecske (Riparia riparia) és gyurgyalag (Merops apiaster) költőtelep
3. állomás: Génmegőrző erdőtelepítés (A Csepel-sziget néhai erdőségeinek génállományát átörökítő kocsányos-tölgy nevelde)
4. állomás: A Csepel-sziget középvonalában egykor megtalálható ősi gyeptársulást bemutató állomás
5. Helytörténeti állomás
6. állomás: Béka tó és denevértorony
7. Magyarország egyik első gépesített vízművét bemutató állomás

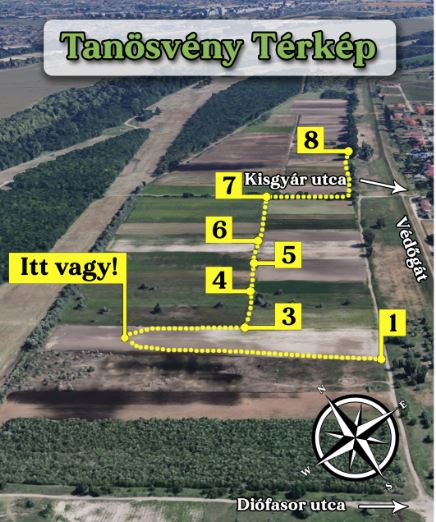
A tanösvény átnézeti képe és megközelítése

8. Vetési varjú költőtelep

## Megközelítés
A tanösvény kiindulási pontja a Diófasor utcai gátátjárótól északra, poros földúton található Fogadó tábla, végpontja pedig a Kisgyár utcai gátátjárónál található fasor.

Források
- A tanösvény hivatalos honlapjaː https://www.halasztelektanosveny.hu/
- httpsː//www.halasztelek.hu
- A tanösvény készítésérőlː https://www.youtube.com/watch?v=u9r0SV799QU
- Bakó G., Koncz P., Uzonyi Á., Csathó A., Góber E., Tóth Zs., Besnyői V. 2012. A Duna menti tölgyesek restaurációjának lehetőségei Elérésː http://oko.uw.hu/Duna-menti_erdok-Bako-Koncz-Uzonyi-Csatho-Toth-Gober-Besnyoi2012.pdf Archiválva 2020. szeptember 27-i dátummal a Wayback Machine-ben